# ゲイ・ストリート (バース)
ゲイ・ストリート（英:Gay Street）は、イギリスのバースにある歴史的なストリート（街路、道路）。クイーン・スクウェア (バース)からザ・サーカス (バース)を結ぶ。建築家のジョン・ウッド (父)が1735年にデザインし、彼の息子ジョン・ウッド (子)が完成させた。道に面した建物の多くが、第一級指定建築物に指定されている。

## 概要
建物は三階建てでマンサード屋根を備えており、そのうちの多くはさらに、イオニア式の門柱を構えている。窓のデザインの種類は乏しいが、そのため、一貫した景観の雰囲気が保たれている。現在、建物の多くはオフィスとして使用されている。
No.2から17までの建物は、通りの西側に位置している。ピオッツィ夫人としても知られる女性日記作家ヘスター・スレイルは1781年、地階と二階に4本のコリント式付柱を構えたNo.8に居住していた。また、No.18から30までの建物は通りの東側に位置しており、こちらが西側に先駆けて建築された。
ゲイ・ストリートとクイーン・スクウェア (バース)の間の角にあるNo.41はかつて、通りの完成者ジョン・ウッド (子)自身の住まいだった。
No.31から40までは第二級指定建築物に指定されている。No.40は現在、ジェーン・オースティン・センターとなっている。ただし、ジェーン・オースティンが実際に住んだのはNo.25である。

## References
1. 1 2  “Nos 18 to 30 (consec) Gay Street”. Images of England.   English Heritage. 2009年7月26日閲覧。
2. 1 2  “Nos 2 to 17 (consec) Gay Street”. Images of England.   English Heritage. 2009年7月26日閲覧。
3. 1 2  “No 41 Gay Street”. Images of England.   English Heritage. 2009年7月26日閲覧。
4. 1 2  “Nos 31 to 40 (consec) Gay Street”. Images of England. 2007年11月7日閲覧。